# Xu Fei
Dans ce nom chinois, le nom de famille, Xu, précède le nom personnel.
Pour les articles homonymes, voir Xu.
Xu Fei (en chinois : 徐菲), née le 17 septembre 1994, est une rameuse chinoise. Elle est médaillée de bronze en huit féminin aux Jeux olympiques d'été de 2020.

## Carrière
Avec l'équipage chinois, elle remporte la médaille de bronze en huit féminin aux Jeux olympiques d'été de 2020 derrière les Canadiennes et les Néo-Zélandaises.

## Palmarès

### Jeux olympiques
- médaille de bronze en huit féminin aux Jeux olympiques d'été de 2020 à Tokyo